# Hyaloperonospora brassicae
Hyaloperonospora brassicae (Gäum.) Göker, Voglmayr, Riethm., Weiss & Oberw. – gatunek grzybopodobnych lęgniowców z rodziny wroślikowatych. Grzyb mikroskopijny, pasożyt niektórych roślin z rodziny kapustowatych (Brassicaceae). Wywołuje u nich chorobę zwaną mączniakiem rzekomym. Dotychczas za sprawcę tej choroby uważany był Hyaloperonospora parasitica, ale w wyniku badań filogenetycznych ustalono, że jest nim H. brassicae.

## Systematyka i nazewnictwo
Pozycja w klasyfikacji według Index Fungorum: Plasmopara, Peronosporaceae, Peronosporales, Peronosporidae, Peronosporea, Incertae sedis, Oomycota, Chromista.
Po raz pierwszy zdiagnozował go w 1918 r. Ernst Gäumann nadając mu nazwę Peronospora brassicae. Obecną, uznaną przez Index Fungorum nazwę nadali mu Göker, Voglmayr, Riethm., Weiss i Oberw. w 2002 r.
Synonimy:
- Peronospora brassicae Gäum. 1918
- Peronospora brassicae Gäum. 1918 f. brassicae
- Peronospora brassicae f. brassicae-nigrae Săvul. & Rayss 1934
- Peronospora brassicae f. major Săvul. & Rayss 1938
- Peronospora parasitica subsp. brassicae (Gäum.) Maire 1937

## Charakterystyka
Endobiont, rozwijający się wewnątrz tkanek roślin.  Tworzy pomiędzy ich komórkami hialinowe, bezprzegrodowe strzępki, z których wyrastają duże, płatowate ssawki wnikające do komórek, oraz dichtonomicznie rozgałęzione sporangiofory, na których powstają zarodniki sporangialne. Sporangiospory te wraz z powstającymi na nich zarodnikami tworzą na dolnej stronie liści porażonych roślin biały nalot. Zarodniki mają wymiary 22–27 × 12–22  μm. W obumarłych, porażonych częściach roślin tworzy żółtobrunatne, kuliste oospory o średnicy 26– 45 μm. Oospory te są źródłem infekcji pierwotnej. Infekują rośliny poprzez korzenie. W sezonie wegetacyjnym natomiast wytwarzane na nadziemnych częściach roślin zarodniki sporangialne dokonują infekcji wtórnych rozprzestrzeniając chorobę. Roznoszone są przez wiatr.
Jego żywicielami są rośliny należące do rodzajów kapusta (Brassica), rzodkiew (Raphanus) i gorczyca (Sinapis).